# لوئیجی پالمیری
 لوئیجی پالمیری (انگلیسی: Luigi Palmieri؛ زاده ۲۲ آوریل ۱۸۰۷ درگذشته ۹ سپتامبر ۱۸۹۶) یک دانشمند اهل ایتالیا بود. 